# 漢斯·哈恩
漢斯·哈恩（Hans Hahn，1879年9月27日—1934年7月24日）是奧地利數學家，作了不少貢獻於泛函分析、拓撲學、集合論、變分法、實分析、序理论。他也活躍於哲學，是维也纳学派的一員。
哈恩對數學的成就包括著名的哈恩－巴拿赫定理，及（獨立地由巴拿赫和斯坦豪斯得出）一致有界性原理。其他定理包括哈恩分離定理、維他利—哈恩—薩克斯定理、哈恩—馬祖凱維奇定理和哈恩嵌入定理。